# اوزوم‌لو (شاوشات)
اوزوم‌لو (به ترکی استانبولی: Üzümlü) یک منطقهٔ مسکونی در ترکیه است که در شاوشات واقع شده‌است. اوزوم‌لو ۷۹ نفر جمعیت دارد.